# Johann VIII. (Nassau-Siegen)

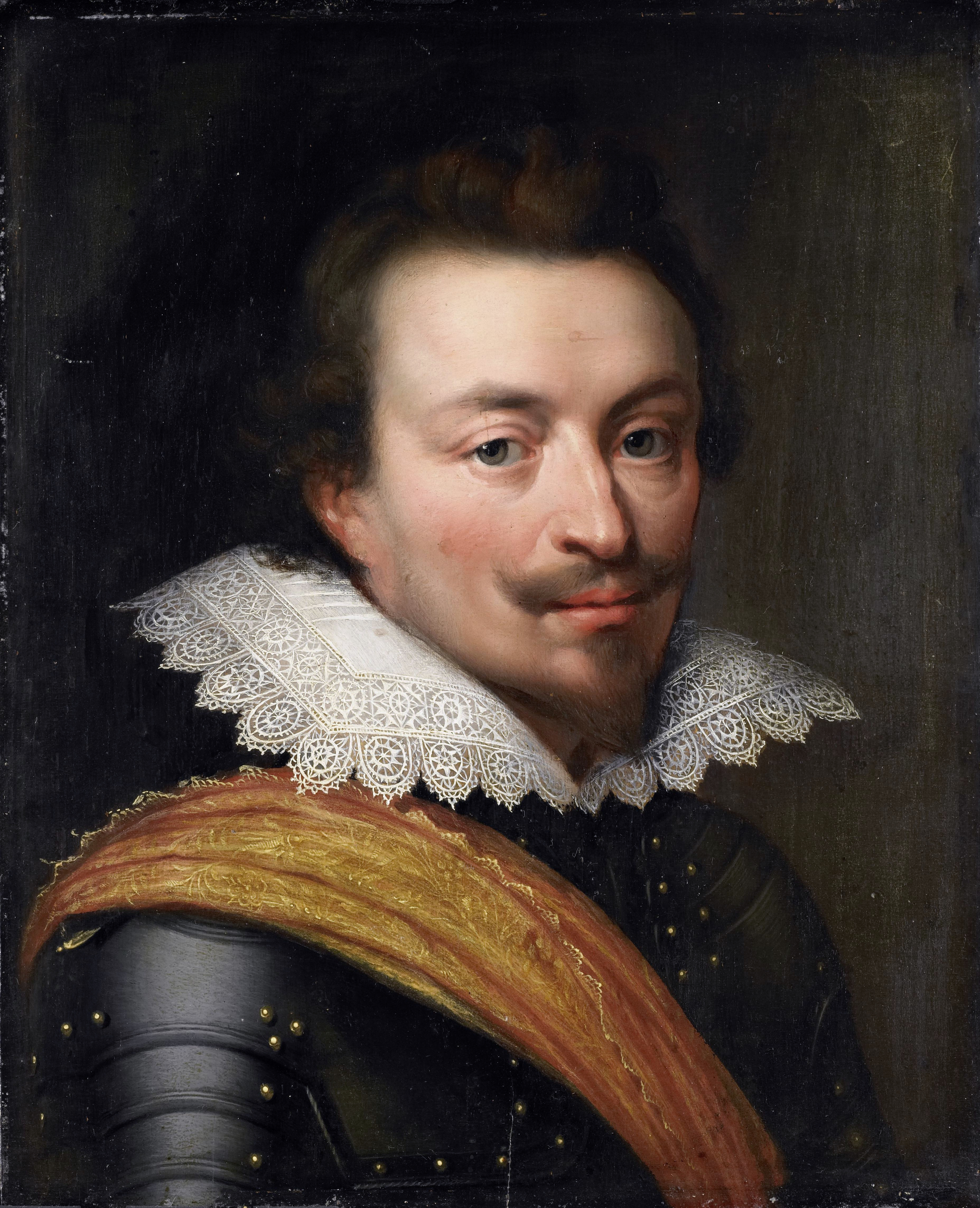
Graf Johann VIII. von Nassau-Siegen, von Jan van Ravesteyn

Johann VIII. zu Nassau-Siegen, auch: Johann VIII., der Jüngere, (* 29. September 1583 in Dillenburg; † 27. Juli 1638 in Ronse/Renaix, Flandern) war Graf von Nassau, Graf zu Katzenelnbogen, Vianden und Diez, Marchese di Monte Caballo, Baron zu Beilstein und von Renaix. Er war kaiserlicher und spanischer General im Dreißigjährigen Krieg.

## Leben
Er war der zweite Sohn von Johann VII. von Nassau-Siegen (1561–1623) und Gräfin Magdalena von Waldeck-Wildungen (1558–1599). Er wurde mit seinen Brüdern streng calvinistisch erzogen, trat aber am 25. Dezember 1613 zum Katholizismus über, was er seinem Vater aus Den Haag mitteilte.
Bis 1595 besuchte er die Hohe Schule Herborn. Danach setzte er die Ausbildung am Collegium Mauritianum in Kassel und in Genf fort. Nach dem Studium folgte 1603 die Grand Tour durch Frankreich und Italien. Hierbei wurde er in Neapel inhaftiert, da man ihn für einen Bruder von Moritz von Oranien hielt. Erst durch Intervention des Kaisers und Papst Clemens VIII. wurde die Gefangenschaft beendet. Auf der Rückreise von Neapel traf Johann daher Papst Clemens VIII.
Erste militärische Erfahrungen sammelte Johann VIII. im kaiserlichen Heer in Ungarn in den Türkenkriegen. Seine Offizierskarriere setzte er, der oranisch-nassauischen Familientradition folgend, jedoch in der niederländischen Armee fort. 1610 war er an der Eroberung von Jülich beteiligt.
Johann VIII. trat bereits 1608 zum katholischen Glauben über, hielt dieses jedoch vorerst geheim.  1612 hielt er sich zur Kaiserkrönung in Frankfurt auf und wurde durch Kaiser Matthias zum kaiserlichen Kammerherrn bestellt. Im Dezember desselben Jahres bekannte sich Johann in Rom offiziell zum katholischen Glauben. Hieraufhin wurde er von seinem Vater Johann VII. enterbt, indem dieser Heinrich von Nassau-Siegen durch Testament zum Nachfolger bestimmte. Da der Wechsel von der katholischen Seite medial als Sieg gefeiert wurde, ist in der älteren Literatur zum Teil nur dieses Datum für den Glaubenswechsel enthalten.
1614 wechselte Johann in den militärischen Dienst des Herzogtums Savoyen, eines Verbündeten der Niederlande. Durch Herzog Karl Emanuel I. wurde Johann in den Annunziaten-Orden aufgenommen und zum Marchese di Monte Caballo ernannt. Von 1615 bis 1617 stand Johann VIII. dann im Dienst des französischen Königs.
Nachdem sein ältester Bruder Johann Ernst 1617 als venezianischer General gefallen war, beanspruchte Johann VIII. das väterliche Erbe. Dazu unterzeichnete er am 31. Dezember 1617 eine Assekurationsakte, in der er zusagte, die reformierte Konfession im Land bei einem Regierungsantritt nicht anzutasten. Kaiser Matthias unterstützte ihn, indem er das väterliche Testament für ungültig erklärte. Nach dem Tod Johann VII. im Jahr 1623 besetzte Johann VIII. Nassau-Siegen mit kaiserlichen Truppen. Bereits 1624 begann er gemeinsam mit Jesuiten aus Köln mit der Rekatholisierung der Grafschaft. Bis zu seinem Tod blieb er Graf von Nassau-Siegen. Johann VIII. versuchte die frühen kaiserlichen Erfolge im Dreißigjährigen Krieg für sich zu nutzen und den gesamten Besitz der ottonischen Linie des Hauses Nassau zu übernehmen. Er wies den Kaiser darauf hin, dass die übrigen Seitenlinien 1619/20 den Winterkönig Friedrich V. von Böhmen unterstützt hatten. Der taktisch geschickte Übertritt von Graf Johann Ludwig von Nassau-Hadamar zum katholischen Glauben 1629 verhinderte jedoch den Erfolg für Johann VIII.

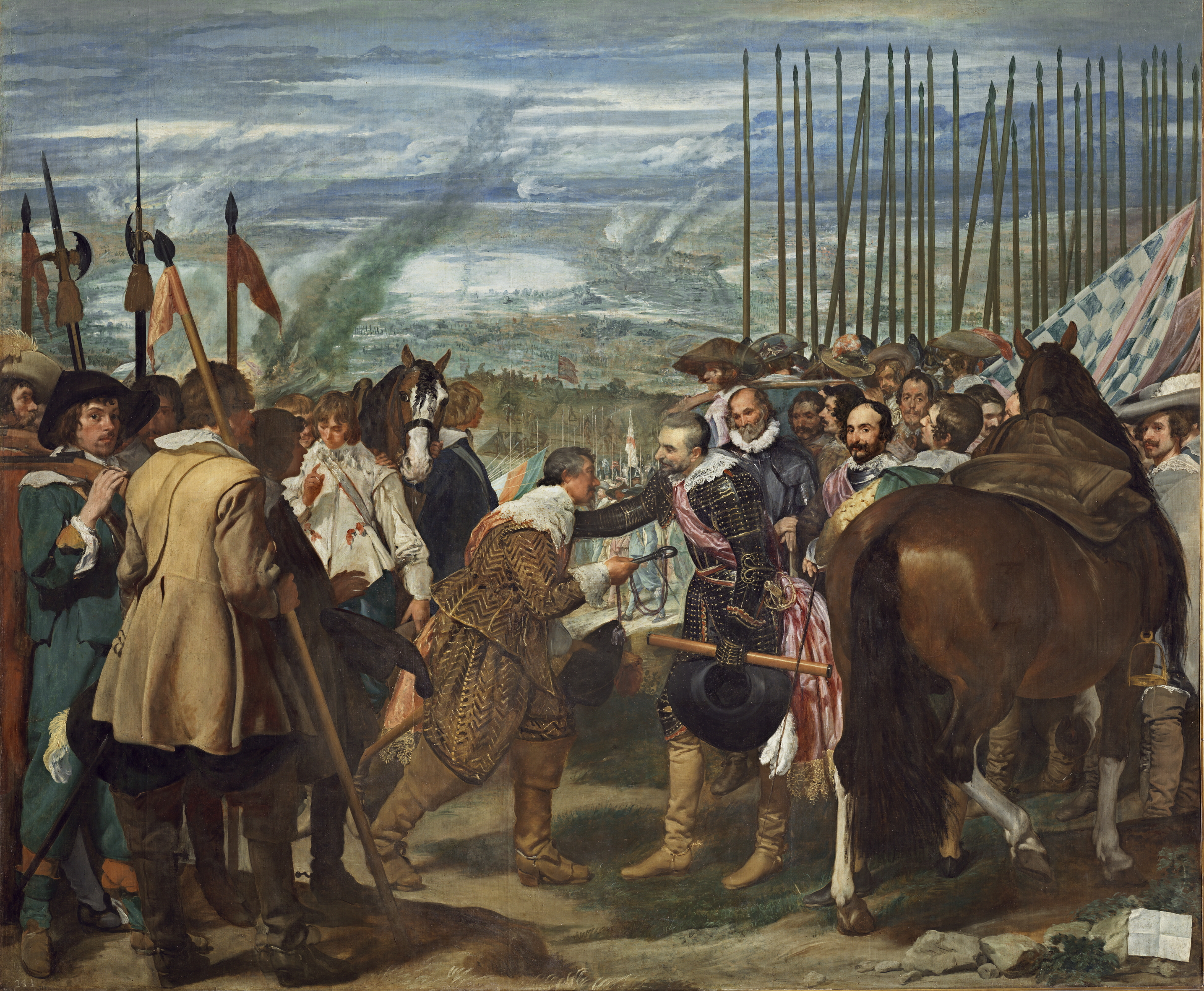
Die Übergabe von Breda von Diego Velázquez

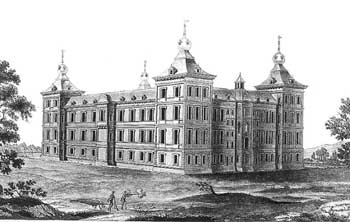
Schloss Ronse in Flandern

Mit der Heirat von Ernestine Yolande Prinzessin de Ligne 1618 kam es in seiner militärisch-politischen Biografie zu einem Bruch. Johann wechselte in den Dienst des spanischen Hauses Habsburg, dem Gegner der Niederländer im Achtzigjährigen Krieg. Johann wurde 1623 Mitglied des kaiserlichen Hofkriegsrats. 1625 belagerte er gemeinsam mit Ambrosio Spinola Breda, das jedoch von seinem Großcousin Justinus von Nassau erfolgreich verteidigt wurde. Schließlich wurde es aber nach langer Belagerung doch an die Spanier übergeben. Auf dem berühmten Gemälde Die Übergabe von Breda von Diego Velázquez ist Johann auf der rechten Seite unter den Spaniern zu sehen, direkt über der Pferdekruppe mit Blick zum Betrachter.
Im Jahr 1628 war Johann VIII. für den Kaiser als Diplomat unterwegs. Er hatte den Auftrag die Ansprüche der Habsburger auf das Herzogtum Mantua durchzusetzen. Obwohl Johann VIII. die Anerkennung der Ansprüche durch Frankreich erreichte, brach im Folgejahr der Mantuanische Erbfolgekrieg aus. Am 1. Juli 1629 wurde Johann kaiserlicher Feldmarschall und erwarb die flämische Baronie Ronse (Renaix). 1630 wurde er Ritter des Orden vom Goldenen Vlies. Im Juni 1630 geriet er in niederländische Gefangenschaft, aus der er erst Ende des Jahres gegen Zahlung eines hohen Lösegeldes frei kam. Ab 1631 war Johann VIII. General der spanischen Kavallerie. Durch Kriegszüge reich geworden, lebte er meist in Brüssel oder in Ronse. Dort erbaute er sich ein prächtiges Schloss (das 1823 zerstört wurde).
Während Johann VIII. in den Niederlanden und Frankreich kämpfte, besetzen schwedische Truppen 1632 seine Grafschaft Nassau-Siegen. Sein Halbbruder Johann Moritz (der Brasilianer) nutzte die Gelegenheit die Rekatholisierung rückgängig zu machen und die Jesuiten zu vertreiben. 1636 wendete sich das Kriegsglück wieder zugunsten der kaiserlichen Partei und Johann begann in Siegen erneut mit einer gewalttätigen Gegenreformation. Es gelang ihm sogar, gemeinsam mit Johann Ludwig von Nassau-Hadamar, vom Kaiser die Territorien der Grafen von Nassau-Usingen aus dem Walramischen Stamm gemeinschaftlich zugesprochen zu erhalten, nachdem diese wegen ihrer Annäherung an König Gustav Adolf von Schweden verjagt und ihrer Lande verlustig erklärt worden waren.
Johann VIII. starb am 27. Juli 1638 auf seinem Schloss bei Ronse (Renaix). Die Todesursache war vermutlich eine Dysenterieinfektion.

## Familie

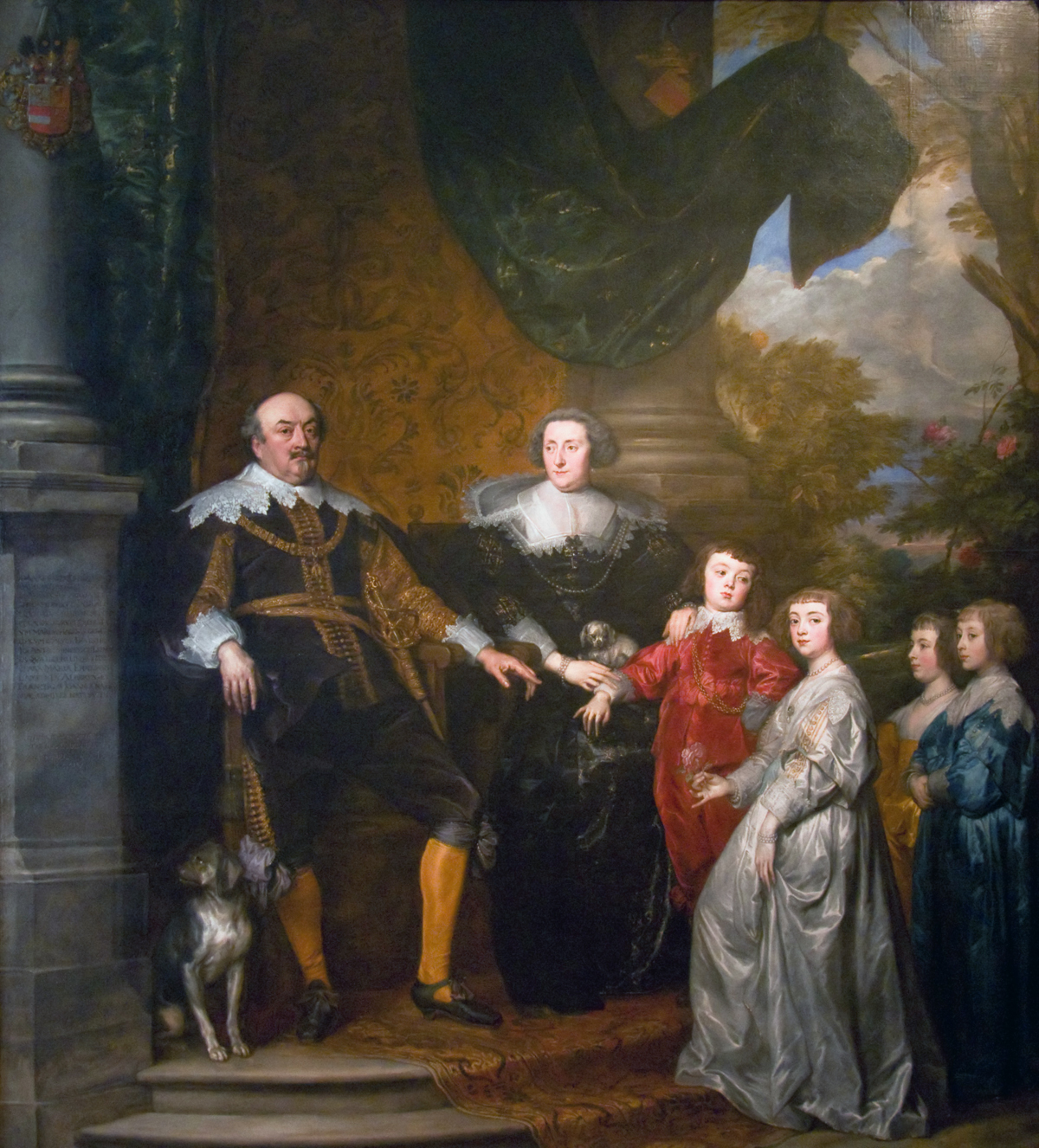
Johann VIII. mit seiner Familie, 1634, Gemälde von Anthonis van Dyck

Johann heiratete am 13. August 1618 in Brüssel Ernestine Yolande Prinzessin de Ligne (* 2. November 1594 bis 4. Juni 1668 in Renaix), die aus einer der führenden katholischen Familien der Spanischen Niederlande stammte.
Aus der Ehe gingen folgende Kinder hervor:
- Maria (1619–1620)
- tot geborene Tochter (1620)
- Clara Maria (1621–1695)

⚭ 1634 Albert Heinrich 2. Fürst von Ligne
⚭ 1642 Claude Lamoral 3. Fürst von Ligne
- Ernestine Charlotte (1623–1668) ⚭ 1650 Fürst Moritz Heinrich von Nassau-Hadamar
- Lamberta Alberta Gabriela Ursula (1625–1635)
- Johann Franz Desideratus (1627–1699), späterer Fürst von Nassau-Siegen